# Hans Montelius
Hans Hjalmar Joakim Montelius, född 15 mars 1966 i Adolf Fredriks församling i Stockholm, är en svensk manusförfattare och regissör.
Hans Montelius växte upp i Luleå där fadern arbetade vid Norrbottensteatern.
Han har avlagt såväl Bachelor of Arts som Bachelor of Science och har bland annat verkat vid University of Illinois i USA. Montelius gör spelfilmer, dokumentärer, kortfilmer och reklamfilmer. Hans produktioner har visats på 200 filmfestivaler och han har mottagit ett flertal priser, bland annat vann han manustävlingen UCLA Professional Program in Screenwriting Competition 2009. Han har också skrivit och regisserat ett tiotal pjäser för teatern.
Tillhörande släkten Montelius från Uppland är han son till skådespelaren Bo Montelius och Barbro, ogift Svensson. Vidare är han kusin till författaren och miljörådgivaren Magnus Montelius och dramatikern Martina Montelius samt sonsons son till psalmförfattaren Knut Johan Montelius.

## Filmografi i urval
- 2008 – Hur man förbereder sig för en dejt och finner sin tvillingsjäl med mobiltelefonen (manus, regi, producent, klippning)
- 2009 – Mannen med kulorna (manus, regi, producent)
- 2009 – Midsommar – sju blommor under kudden (manus, regi, producent, klippning)
- 2009 – Hitta positionen (regi, producent)
- 2010 – Övergångskrig (producent)
- 2010 – Leka med dockor (manus, regi, producent)
- 2012 – Scenen (manus, regi)